# Mrliška ohladitev
Mrliška ohladitev (lat. algor mortis) je ena izmed zgodnjih mrliških sprememb, ki se izraža kot dvoeksponentno zniževanje temperature trupla in v grobem sledi zakonitostim, ki veljajo za neživa fizikalna telesa. Nastopi vedno, kadar je temperatura okolice nižja od temperature trupla. Proces najprej zajame povrhnje plasti s kožo ter v približno treh urah doseže telesno sredico. Analiza ohlajanja trupla z merjenjem rektalne temperature nam omogoča razmeroma natančno določitev posmrtnega intervala.

## Proces ohlajanja
Truplo se začne takoj po smrti ohlajati v skladu z zakoni, podobnimi tistim, ki veljajo za neživa fizikalna telesa. 

#### Ohlajanje neživih fizikalnih teles
Neživa fizikalna telesa se v primeru, ko je njihova temperatura višja od temperature okolice, ohlajajo v skladu z Newtonovim zakonom ohlajanja. Ta pravi, da je časovna sprememba temperature nekega telesa premosorazmerna razliki med lastno temperaturo telesa (Tt) in temperaturo okolice (To). Sorazmerje povezuje za telo značilni koeficient k. Zakon opisuje enačba: 
{\displaystyle {\frac {dT}{dt}}=-k\cdot (Tt-To)}
Zapisano diferencialno enačbo lahko preoblikujemo in jo obravnavamo kot eksponentno funkcijo z neodvisno spremenljivko t (čas), pri čemer Tz označuje temperaturo trupla ob nastopu smrti.
{\displaystyle T(t)=To+(Tz-To)\cdot e^{kt}}
Spreminjanje temperature neživih fizikalnih teles v odvisnosti od časa lahko ponazorimo z grafom premaknjene eksponentne funkcije. Sprememba je v začetni fazi velika, saj je temperaturna razlika takrat še visoka, kasneje pa se ohlajanje upočasnjuje, kar se na grafu odraža z manjšim naklonom krivulje.

#### Ohlajanje trupla
Človeško truplo ne sledi povsem klasičnim zakonitostim ohlajanja. Ko nastopi smrt, se zaradi zaustavitve krvnega obtoka močno zmanjša prenos toplote iz telesne sredice v višje plasti trupla. V tej fazi se začne površina telesa ohlajati v skladu s prej opisanim Newtonovim zakonom ohlajanja. Ker je sorazmernostni koeficient (k) za ohlajanje površine trupla odvisen od številnih dejavnikov, kot so položaj trupla, debelina oblačil in podobno, ga je težko določiti. Za opredelitev posmrtnega intervala zato raje merimo temperaturo telesnega jedra. Slednje se začne ohlajati šele tri ure po nastopu smrti, saj v njem še nekaj časa potekajo metabolni procesi, ob katerih se sprošča toplota. Ohlajanje jedra preprečuje tudi razmeroma debel telesni plašč, ki deluje kot izolator. Temperatura telesne sredice je prve tri ure enaka tisti pred nastopom smrti in začne padati takrat, ko se vzpostavi ustrezni temperaturni gradient med jedrom in okolico. V tej fazi lahko spreminjanje temperature trupla ponazorimo z grafom premaknjene eksponentne funkcije. Pri standardnih pogojih se jedro golega trupla ohladi na temperaturo okolice v 16-23 urah.

## Določanje posmrtnega intervala
Posmrtni interval (PMI) je obdobje od nastopa biološke smrti do odkritja trupla. Za njegovo določanje lahko uporabimo preproste formule, ki upoštevajo izhodiščno telesno temperaturo 37 °C in predpostavljajo, da se truplo ohlaja enakomerno. Ob standardnih pogojih se telesna sredica po preteku treh ur od časa nastopa smrti začne ohlajati s hitrostjo 1 °C na uro. Temperaturo za določitev posmrtnega intervala moramo meriti čim bližje telesni sredici, navadno je to v danki (rektalno).
{\displaystyle PMI=37-T(rektalna)+3}
Posmrtni interval lahko določimo tudi z merjenjem temperature bobniča (Tb), vendar je ta metoda manj natančna.
{\displaystyle PMI=37-{\frac {Tb}{1,5}}}
Posmrtni interval lahko najnatančneje določimo z uporabo Henssgejevega nomograma. Gre za sistem, ki s 95 % verjetnostjo napove čas smrti. Poznamo dva normograma. Enega za primer, ko temperatura okolice znaša od -10 °C do 23 °C in drugega za območje nad 23 °C.